# Winifred Wagner

Winifred Wagner (1925)

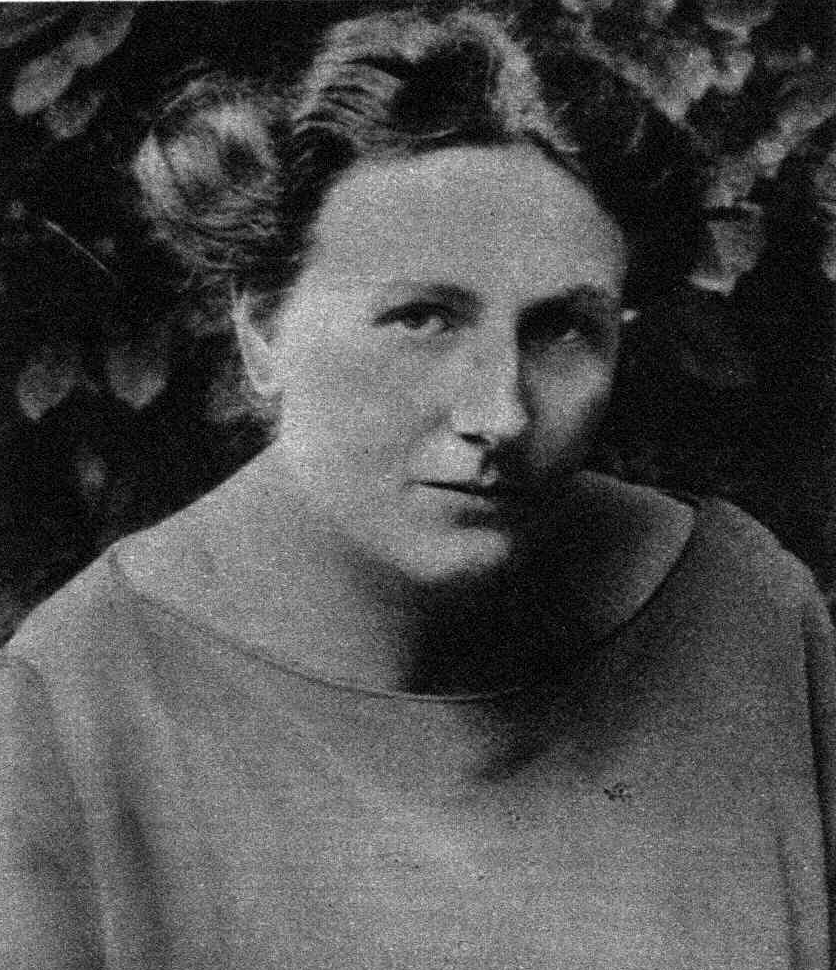
Winifred Wagner (um 1931)

Winifred Marjorie Wagner, geborene Williams (* 23. Juni 1897 in Hastings, England; † 5. März 1980 in Überlingen), war eine britisch-deutsche Festspielleiterin und die einzige Schwiegertochter des 1883 gestorbenen Komponisten Richard Wagner. In den Jahren 1930 bis 1944 war sie die Leiterin der Bayreuther Richard-Wagner-Festspiele. Sie war eine Freundin und Unterstützerin Adolf Hitlers und bekannte sich auch nach der Zeit des Nationalsozialismus zu ihm.

## Leben
Winifred Williams war die einzige Tochter des englischen Journalisten John Williams und dessen Frau Emily Florence Karop. Nach dem frühen Tod ihrer Eltern wurde sie 1907 von dem Ehepaar Klindworth in Berlin als Waise adoptiert. Ihr Adoptivvater Karl Klindworth, bei dem sie in der Reformsiedlung Eden lebte, brachte sie mit der Familie Wagner in Kontakt. Klindworth selbst war ein begeisterter Anhänger Richard Wagners und schrieb Klavierauszüge zu etlichen seiner Werke.
Im Alter von 18 Jahren heiratete sie am 22. September 1915 Richard Wagners 1869 geborenen Sohn Siegfried Wagner. Aus der Ehe gingen vier Kinder hervor:
- Wieland (1917–1966)
- Friedelind (1918–1991)
- Wolfgang (1919–2010)
- Verena (1920–2019)

## Frühes Engagement in der NSDAP
Winifred Wagner lernte Adolf Hitler am Deutschen Tag, der am 30. September 1923 von der Ortsgruppe der NSDAP in Bayreuth organisiert worden war, kennen. Am folgenden Tag besuchte Hitler auf Einladung Winifreds die Villa Wahnfried und das Grab Richard Wagners. Die Wagner-Familie, Hitler und das Ehepaar Chamberlain frühstückten gemeinsam. Winifred und Siegfried Wagner scheinen über Hitlers Putschpläne im Bilde gewesen zu sein. Am 8. November, dem Vortag des Hitlerputsches, waren sie nach München gereist, von wo Winifred am 9. November nach Bayreuth zurückkehrte. Am 12. November berichtete sie den Bayreuther Nationalsozialisten über die Ereignisse.
Nach Hitlers Inhaftierung in Landsberg korrespondierte Winifred Wagner mit Hitler und schickte ihm Päckchen. Von ihr bezog Hitler alles, „was ein vermeintliches Genie benötigen könnte“, darunter „große Mengen Schreibmaschinenpapier“ und Zubehör, was es ihm ermöglichte, mit dem Verfassen seiner Propagandaschrift Mein Kampf zu beginnen. Seit 1925 duzte sie sich mit Hitler, ihre Kinder nannten ihn „Onkel Wolf“. Im Januar 1926 trat sie der NSDAP (Mitgliedsnummer 29.349) bei und nahm im Juli am Reichsparteitag in Weimar teil. Goebbels urteilte am 8. Mai 1926 in seinem Tagebuch über Winifred Wagner: „Ein rassiges Weib. So sollten sie alle sein. Und fanatisch auf unserer Seite.“
Am 19. Dezember 1928 gehörte sie zu den Unterzeichnern des Gründungsmanifests zum Kampfbund für deutsche Kultur.

## Leitung der Bayreuther Festspiele
Nach Siegfried Wagners Tod am 4. August 1930 übernahm Winifred als seine Witwe die Leitung der Bayreuther Festspiele, die sie während der folgenden Jahre zu einer zentralen NS-Kultstätte machte. Als künstlerischer Leiter fungierte der Intendant der Berliner Staatsoper, Heinz Tietjen.
Seit 1933 war Hitler Dauergast der Festspiele. Von 1936 bis zu seinem letzten Bayreuth-Besuch 1940 bewohnte er zur Festspielzeit das Siegfried-Wagner-Haus, einen als Gästehaus genutzten Anbau an Haus Wahnfried. Bis zur Schließung aller deutschen Theater und den letzten Festspielen 1944 wurden auf Weisung Hitlers Kriegsfestspiele zu propagandistischen Zwecken veranstaltet; das Publikum bestand überwiegend aus verwundeten Soldaten, für deren Anreise die Organisation Kraft durch Freude sorgte.
Noch am 16. Oktober 1944, als bereits die Niederlage absehbar war, leistete Winifred Wagner ein öffentliches Treuebekenntnis zu Hitler, in dem sie schrieb: „… er ist ins Heldische emporgewachsen, ist unser Führer durch Nacht zum Licht.“

## Nachkriegszeit
Im Entnazifizierungsverfahren wurde sie am 2. Juli 1947 durch das Laiengericht der Spruchkammer Bayreuth-Stadt als Nationalsozialistin der Gruppe II („Belastete“) befunden. Die Folge waren Sühnemaßnahmen und eine Einschränkung ihrer Grundrechte, große Teile des Wagner-Vermögens wurden eingezogen. Auf Betreiben des Bayreuther Rechtsanwalts Fritz Meyer kam es am 8. Dezember 1948 zu einer Berufungsverhandlung vor der Berufungskammer in Ansbach. Diesmal wurde sie als „Minderbelastete“ in die Gruppe III eingestuft und musste u. a. lediglich 6000 DM in den Wiedergutmachungsfonds zahlen. Mit diesem Urteil war sie weiter alleinige Erbin des Wagnerschen Familienbesitzes, der auch das Festspielhaus umfasste. Am 21. Januar 1949 erklärte sie per Vertrag den Verzicht auf die Leitung der Festspiele. Sie übergab die Festspielleitung an ihre Söhne Wieland und Wolfgang und zog sich weitgehend aus dem öffentlichen Leben zurück. Als Vorerbin ihres Mannes blieb sie trotzdem bis zur Gründung der Richard-Wagner-Stiftung Bayreuth im Jahr 1973 Eigentümerin des Festspielhauses. Am 1. September 1950 wurde sie nur noch in die Gruppe der Mitläufer eingestuft (Vollzug des Gesetzes zum Abschluss der politischen Befreiung vom 27. Juli 1950).
Auch später gehörten zu Winifred Wagners Freundeskreis Altnazis wie Gerdy Troost, Karl Kaufmann, Will Vesper, Hans Severus Ziegler, Ilse Heß und der englische Faschist Oswald Mosley.

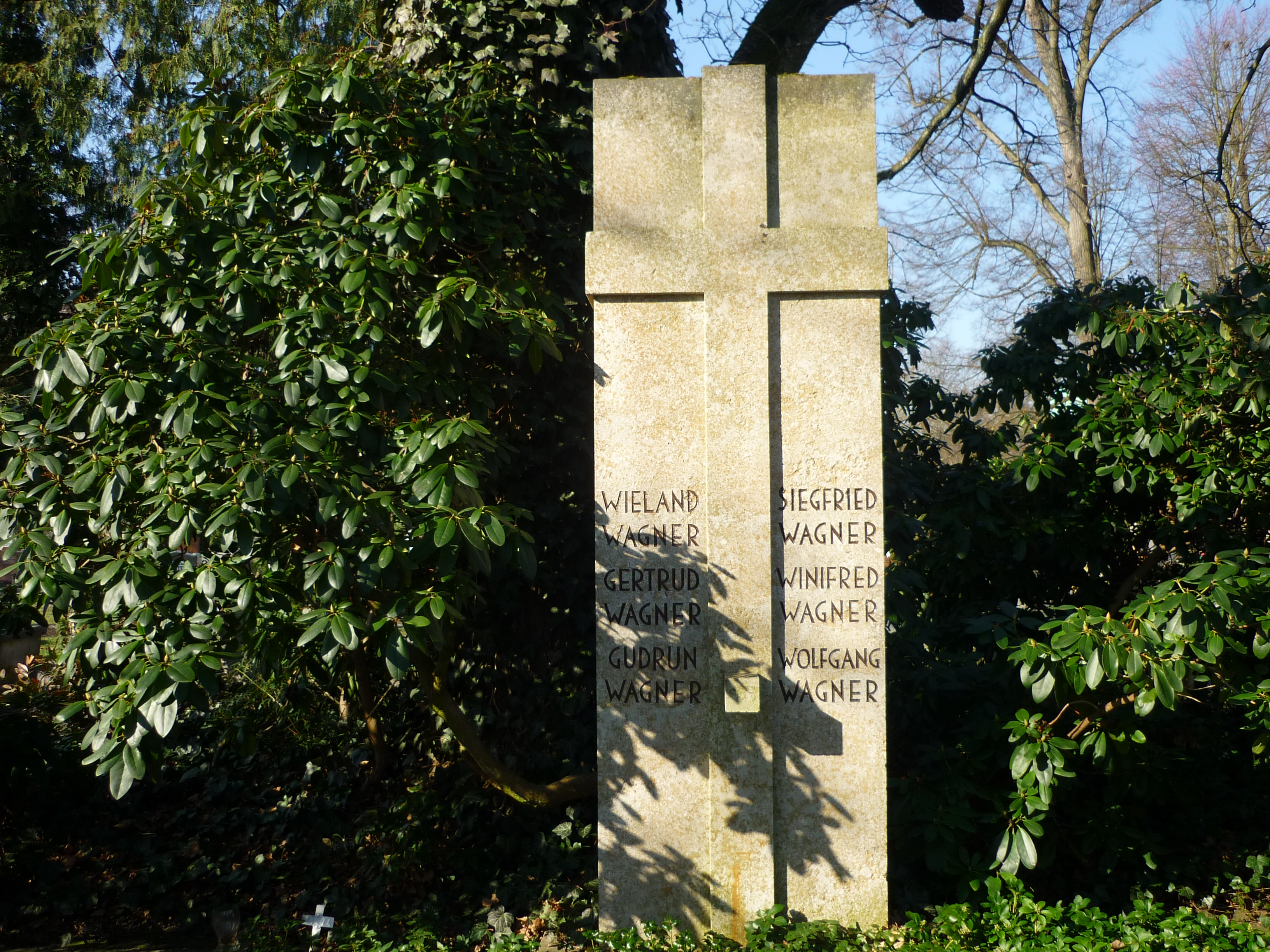
Grabstätte von Winifred Wagner auf dem Bayreuther Stadtfriedhof

1975 gab sie dem Filmemacher Hans-Jürgen Syberberg ein Filminterview, das unter dem Titel Winifred Wagner und die Geschichte des Hauses Wahnfried 1914–1975 als fünfstündiger Dokumentarfilm erschien. Darin zeigte sie sich als ungebrochene Freundin Hitlers und bekannte sich offen zu ihm:

„[…] verleugnen werde ich die Freundschaft zu ihm nie, […] ich bin imstande, den Hitler, den ich kenne, vollkommen zu trennen von dem […] was man heutzutage […] ihm alles […] zur Last legt. […] wenn Hitler heute hier […] zur Tür reinkäme, ich wäre genauso […] fröhlich und so glücklich […] ihn hier zu sehen und zu haben, als wie immer. Und alles […] was ins Dunkle geht […] bei ihm, ich weiß, dass es existiert, aber für mich existiert es nicht, weil ich diesen Teil nicht kenne.“

Jede kritische Sichtweise auf den Diktator lehnte sie ab und überließ dies den Historikern. Vielmehr sah sie in Adolf Hitler den Freund der Familie Wagner und vor allem den Bewunderer des „Meisters“ (Richard Wagner). Nachdem diese und weitere Äußerungen bekannt geworden waren, verbot ihr ihr Sohn, der Festspielleiter Wolfgang Wagner, erneut, die Festspiele und das Festspielhaus zu besuchen.
Winifred Wagner starb am 5. März 1980 im Krankenhaus von Überlingen. Sie wurde neben ihrem Mann im Familiengrab auf dem Städtischen Friedhof in Bayreuth bestattet.

## Schriften
- Über einen Freund. Zum 77. Geburtstag von Arno Breker am 19. Juli 1977. Hrsg. von Joe F. Bodenstein. Edition Marco, Paris 1977, ISBN 3-921754-06-3.

## Film-/Video-Dokumentation
- Hans Jürgen Syberberg: Winifred Wagner und die Geschichte des Hauses Wahnfried 1914–1975. 2 VHS-Videokassetten, zus. 300 Minuten Spieldauer, schwarz-weiß. Alexander Verlag, Berlin, ISBN 3-923854-85-4. Auch als DVD erschienen, bei: Syberberg Filmproduktion, München, 2006.